# Grumman XP-50
Grumman XP-50 là một mẫu thử tiêm kích trang bị trên tàu sân bay phát triển từ loại F5F-1 Skyrocket.

## Biến thể
XP-50
XP-65

## Tính năng kỹ chiến thuật (XP-50, estimated)
Đặc điểm tổng quát
- Tổ lái: 1
- Chiều dài: 31 ft 11 in (9,73 m)
- Sải cánh: 42 ft (12,80 m)
- Chiều cao: 12 ft (3,66 m)
- Diện tích cánh: 304 ft² (28,24 m²)
- Trọng lượng rỗng: 8.310 lb (3.770 kg)
- Trọng lượng có tải: 10.500 lb (5250 kg)
- Trọng lượng cất cánh tối đa: 13.060 lb (6.530 kg)
- Động cơ: 2 × Wright R-1820-67/69, 1.200 hp (895 kW)  mỗi chiếc

 Hiệu suất bay 
- Vận tốc cực đại: 424 mph (680 km/h) trên độ cao 25.000 ft (7.620 m)
- Tầm bay: 1.250 mi (2.010 km)
- Trần bay: 40.000 ft (12.190 m)
- Vận tốc leo cao: ft/phút (m/s)
- Tải trên cánh: lb/ft² (kg/m²)

Trang bị vũ khí

- 2 ×p háo 20 mm (.79 in)
- 2 × súng máy 0.50 in (12,7 mm)
- 2 × bom 100 lb (50 kg)